# Please
Please (рус. Пожалуйста) — дебютный студийный альбом британской поп-группы Pet Shop Boys, вышедший в 1986 году. В Великобритании альбом занял 3-е место (по продажам он достиг также трижды платинового статуса, а в США, где занял 7-е место — платинового). Успеху альбома способствовал предваривший его сингл «West End Girls», который занял первые места во многих странах, включая Великобританию и США.

## Обложка
Обложка альбома оформлена Марком Фарроу. Название альбома — игра слов. Человек, который зашёл в музыкальный магазин, мог сказать: «Pet Shop Boys, рlease», — и сразу становилось понятно, что он хотел этим сказать.

## Список композиций
1. «Two Divided By Zero» — 3:32
2. «West End Girls» — 4:41
3. «Opportunities (Let's Make Lots Of Money)» — 3:43
4. «Love Comes Quickly» — 4:18
5. «Suburbia» — 5:07
6. «Opportunities (Reprise)» — 0:32
7. «Tonight Is Forever» — 4:30
8. «Violence» — 4:27
9. «I Want A Lover» — 4:04
10. «Later Tonight» — 2:44
11. «Why Don’t We Live Together?» — 4:44

## Альбомные синглы
- West End Girls / A Man Could Get Arrested (октябрь 1985; #1)
- Love Comes Quickly / That’s My Impression (февраль 1986; #19)
- Opportunities / Was That What It Was? (май 1986; #11)
- Suburbia / Paninaro (сентябрь 1986; #8)

## Позиции в хит-парадах
| Страна         | Место |
| -------------- | ----- |
| Великобритания | 3     |
| Германия       | 38    |
| США            | 7     |
| Норвегия       | 13    |
| Швейцария      | 20    |
| Швеция         | 21    |
| Италия         | 30    |

| Чарт (1986)                        | Позиция |
| ---------------------------------- | ------- |
| США (Billboard Top Popular Albums) | 39      |